# 臺灣府淡水廳新莊巡檢
台灣府淡水廳新莊巡檢前身為台灣府淡水廳八里坌巡檢，隸屬於台灣道之台灣府，為台灣清治時期的重要地方官員，自1767年起（乾隆三十二年）專司負責北台灣台北地區的內政，實為駐守於大台北的地方父母官。之後改制為台灣府淡水廳新莊縣丞。